# Weißstreifen-Aalgrundel
Die Weißstreifen-Aalgrundel (Pholidichthys leucotaenia) ist ein Meeresfisch der im westlichen Pazifik im Bereich der südwestlichsten Inseln der Philippinen, Sulawesis bis zu den Salomon-Inseln, sehr versteckt in Korallenriffen bis in 20 Meter Tiefe vorkommt. Der wissenschaftliche Name weist auf Ähnlichkeit (aber nicht unbedingt Verwandtschaft) mit Pholis aus der Familie der Butterfische hin; leucotaenia (gr.) bedeutet „weißer Streifen“ und weist auf die Färbung der Jungfische hin.

## Merkmale

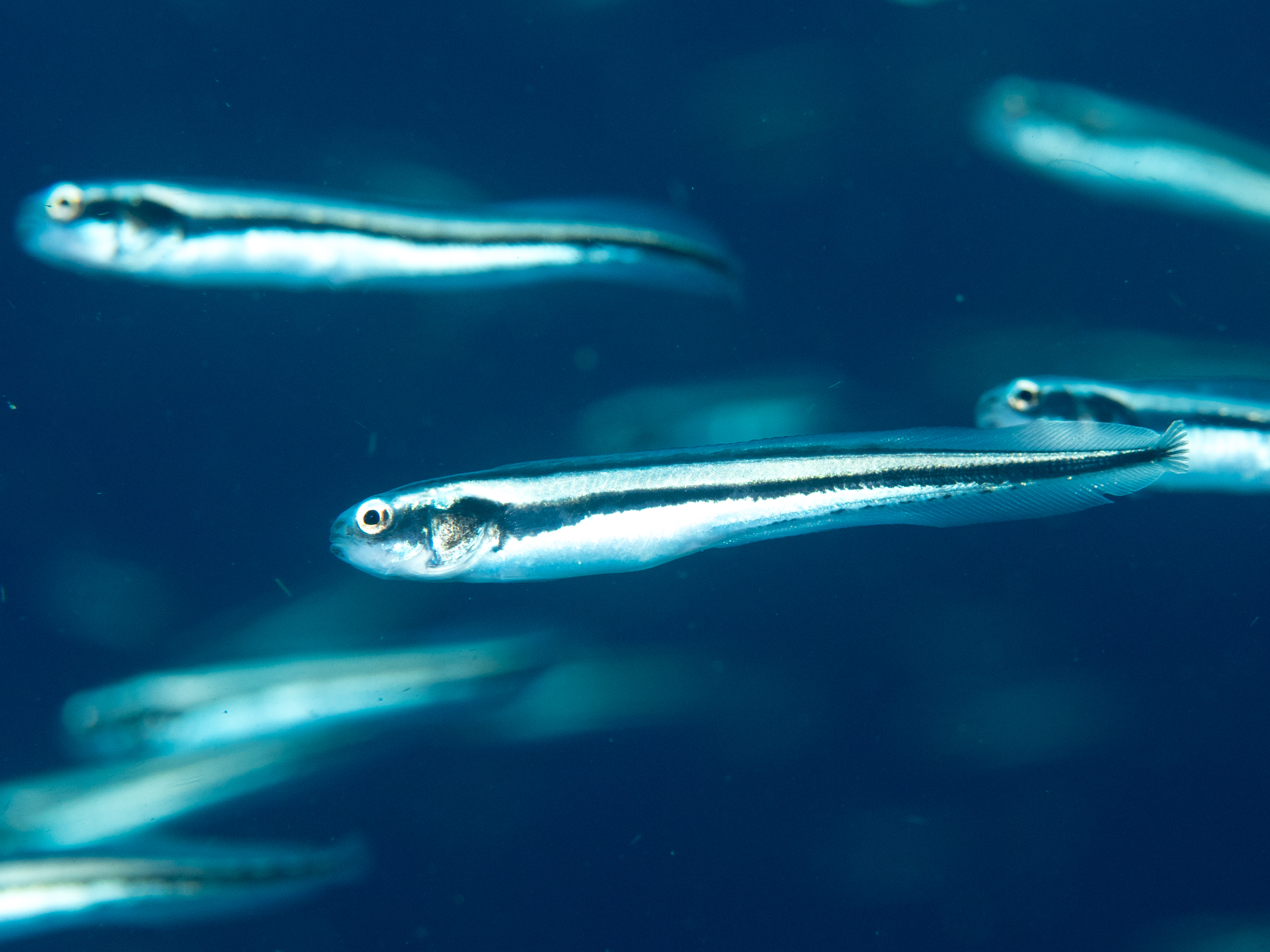
Jungfische

Die Weißstreifen-Aalgrundel hat einen aalartig langgestreckten, schuppenlosen Körper. Die Rückenflosse hat 72 bis 79 Weichstrahlen, die Afterflosse 54 bis 62. Beide sind mit der abgerundeten Schwanzflosse zu einem durchgehenden Flossensaum zusammengewachsen. Die Brustflossen haben 15 Flossenstrahlen. Die kleinen Bauchflossen sitzen weit vorn unter den Brustflossen und haben einen harten Flossenstrahl und zwei bis drei weiche. In seltenen Fällen können sie auch fehlen. Adulte Fische sind schwarz mit blassgelben, gewundenen Querstreifen. Juvenile Tiere sehen völlig anders aus und zeigen, bei einer blauschwarzen Grundfarbe, auf jeder Körperseite jeweils einen hell weißblauen Längsstreifen. Die Jungfische ähneln so denen der mit giftigen Flossenstacheln versehenen Gestreiften Korallenwelse, die sie außerhalb der elterlichen Höhle auch in ihrem Verhalten nachahmen, ein Fall von Bates’sche Mimikry.
Mit einer Länge von etwa zehn Zentimeter färben sie sich um und bekommen die hellgelben, senkrechten Ringe um den Körper. Weißstreifen-Aalgrundeln werden im Aquarium 20 bis 40 Zentimeter, in der Natur bis zu 57 Zentimeter lang.
Weißstreifen-Aalgrundeln die ihr Versteck verlassen, liegen nicht auf dem Grund auf, wie Grundeln, sondern schwimmen mit anguilliformen (schlängelnden) Bewegungen frei herum, das vorderste Körperviertel aber wird steif gerade gehalten.

## Fortpflanzung

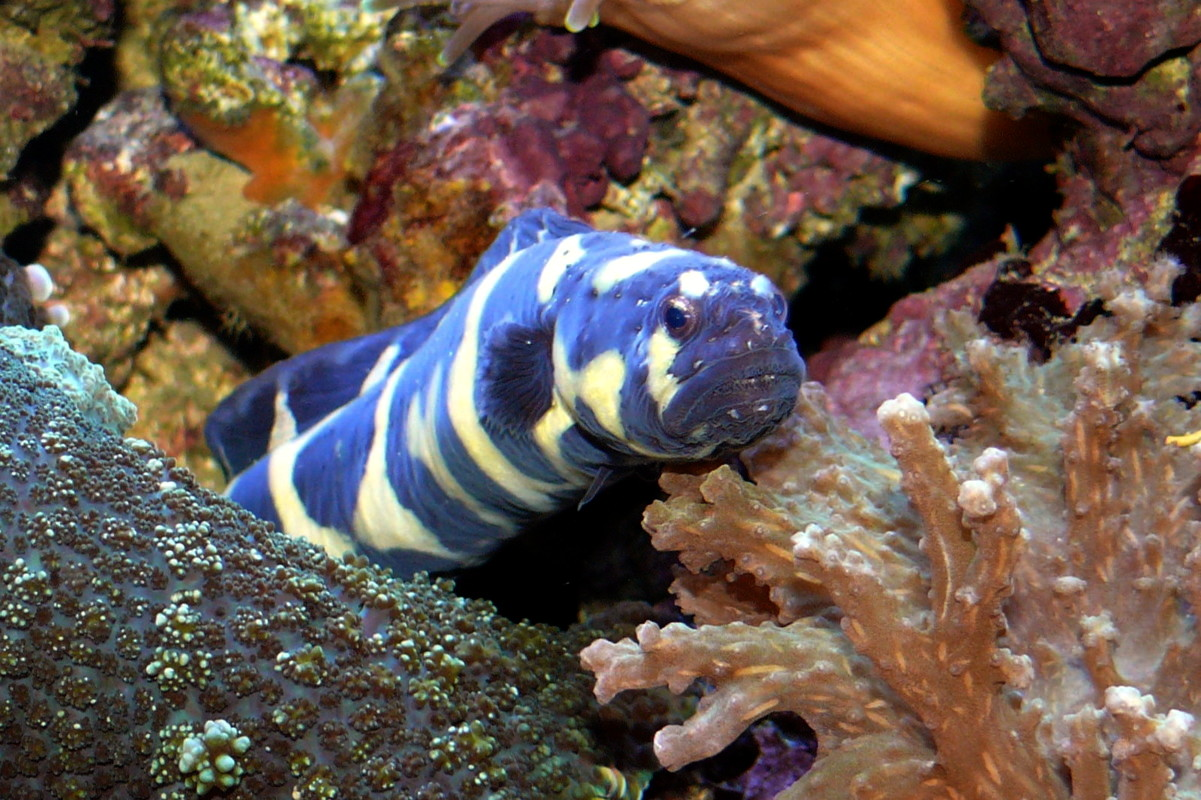
Pholidichthys leucotaenia

Die Fortpflanzung der Weißstreifen-Aalgrundel ist durch Nachzuchten in Meerwasseraquarien bekannt. Sie laichen versteckt in ihren Wohnhöhlen und kümmern sich nach dem Schlupf noch vier bis fünf Wochen um die Jungfische, ein für Korallenfische fast einmaliges Verhalten. Bisher ist es, außer bei ihnen, nur noch beim nicht nah verwandten Schwalbenschwanz-Riffbarsch (Acanthochromis polyacanthus) und bei den drei Arten der Riffbarschgattung Altrichthys beobachtet worden.
Ein Gelege umfasst 80 bis 500 relativ große Eier. Nach dem Schlupf kleben die Larven zunächst an der Höhlenwand. Dazu tragen sie am Kopf, zwischen den Augen vier Drüsen, die ein klebriges Sekret ausscheiden. Nach drei Tagen können sie bereits gut schwimmen. Wenn der Dottersack vollständig aufgebraucht ist, mit einem Alter von 15 bis 22 Tagen, verlassen die Jungfische tagsüber die Höhle und schwimmen hinaus, um zu fressen. Ein Elternteil verjagt zunächst fremde Fische, die sich im Höhlenbereich aufhalten, zieht sich dann wieder teilweise in den Unterschlupf zurück und die Jungfische schwimmen an ihm vorbei ins Freie. Ein Ausflug dauert nur 11 bis 16 Minuten, dann ziehen sich die Jungen wieder in die Höhle zurück, womöglich nach einem Signal der Eltern, die sich kurz vorher vollständig in die Höhle zurückziehen. Zwischen den Ausflügen der Jungfische können wenige Minuten oder auch Stunden vergehen, eine Zeitspanne, die wahrscheinlich vom Hunger vorgegeben wird. Kommen fremde Fische in die Nähe des Höhleneingangs fordern die Elterntiere ihre Jungfischschar durch deutliches Aus- und Einschlängeln zur Flucht in den Unterschlupf auf. Nach fünf bis sieben Tagen reagieren die Jungfische nicht mehr auf diese Signale und die Elterntiere nehmen die Jungfische ins Maul, maximal sieben auf einmal, um sie zurückzubringen.
Bei Naturbeobachtungen sah man Gruppen von Jungfischen beim Planktonfang im freien Wasser, die am Ende des Tages in die Wohnhöhle der Eltern zurückkehrten. Nach etwa sechs Wochen, die Jungfische sind dann etwa 2 cm lang, erlischt der Brutpflegeinstinkt der Elterntiere und es kann dazu kommen, dass sie einzelne Jungfische fressen, die sich noch im Höhlenbereich aufhalten.

## Systematik
Neben Pholidichthys leucotaenia enthält die Familie Pholidichthyidae noch eine zweite, bisher weitgehend unerforschte Art: Pholidichthys anguis (Springer & Larson) wurde 1989 mit einem Schleppnetz aus einer Tiefe zwischen 19 und 70 Metern gefangen. Sie lebt ausschließlich in den Küstengewässern des australischen Nordterritoriums über schlammigen und sandigen Bodengrund.